# Naučná stezka Olešenský potok
Naučná stezka Olešenský potok je krátká naučná stezka na území obce Němčovice, která prochází údolím Olešenského potoka, drobného pravostranného přítoku Berounky. Stezka se nachází na Rokycansku ve střední částí přírodního parku Horní Berounka, přibližně 20 km severovýchodně od Plzně.
Stezka má 10 zastávek s informačními tabulemi. Přibližně 1,5 km dlouhá trasa začíná na západním okraji vsi Olešná v nadmořské výšce 380 m, schází do blízkosti potoka, okolo kterého prochází až k jeho ústí do Berounky v chatové osadě v nadmořské výšce 280 m. Kromě úvodního úseku prochází výhradně lesem, před svým koncem je napojena na červeně značenou turistickou trasu č. 0202 z Plzně k rozcestí U Rakolusek. Na začátku a konci stezky jsou pro odpočinek návštěvníků umístěny dřevěné altány, třetí je umístěn u 5. zastávky naučné stezky.
Naučná stezka přiblíží návštěvníkům ves, údolí, jeho přírodu a vazby na okolí, např. hospodaření na svažitých polích v kontextu přívalových dešťů, mrtvé dřevo, invazivně se šířící trnovník akát, geologii či místní faunu.

## Lokalita
Olešenský potok se pod vsí Olešnou zařezává do vrstev starohorních sedimentů s převahou břidlice a vytváří až 60 metrů hluboké údolí. Les, který v něm roste, je pro prudké svahy špatně přístupný pro lesní techniku a není dlouhodobě hospodářsky využívaný. Díky tomu je přítomné tzv. mrtvé dřevo ve formě ležících kmenů, které je domovem a zdrojem živin pro řadu organizmů a představuje v současnosti vzácný biotop. Z chráněných živočichů lze najít řadu obojživelníků jako např. skokany či mloky skvrnité, kteří jsou tváří naučné stezky, dále plazy jako užovku obojkovou či slepýše křehkého.

## Zastávky
1. Ves Olešná
Představení naučné stezky a vsi Olešné včetně sochy Ecce Homo.
2. Přívalové deště, bleskové povodně a eroze
O terénních podmínkách okolí vsi a povodních zesílených nevhodným zemědělským hospodařením. Jiné druhy eroze.
3. Stromy v údolí a mrtvé dřevo
Hospodářsky nevyužívaný smíšený les a druhy stromů. Mrtvé dřevo jako domov hmyzu a hub. Mechorosty.
4. Savci luk a lesa
Savci běžní na území stezky, tj. zajíc polní, muflon a srnec obecný.
5. Geologie
Geologické členění a horniny údolí. Vývoj údolí Berounky a Olešenského potoka.
6. Prameniště a kaliště
Prameniště jako bahenní koupel pro prase divoké a stanoviště blatouchu bahenního.
7. Douglaska
Nepůvodní douglaska tisolistá jako druhý nejvyšší druh stromu na světě.
8. Trnovník akát
Popis akátu, přínos a negativa včetně invazivního šíření. Likvidace akátu.
9. Obojživelníci a plazi
Mlok skvrnitý, skokan hnědý, kuňka žlutobřichá, ještěrka obecná.
10. Berounka
Řeka Berounka, její údolí, historie pojmenování. Říční fenomén. Vodní ptactvo.
Za 6. zastávkou je možnost brodit se potokem a bosými chodidly vnímat kamenité dno potoka, popř. pozorovat vodopád. Pro hráče geocachingu je připravena keška doprovázející trasu stezky.

## Vznik
Stezku vybudovala Základní organizace Českého svazu ochránců přírody Radnice s přispěním hráčů geocachingu. Stezku jako 76. lokalitu v programu Blíž přírodě podpořila společnost NET4GAS, dále Plzeňský kraj a Obec Němčovice. Stezka byla slavnostně otevřena 23. července 2016.

## Galerie

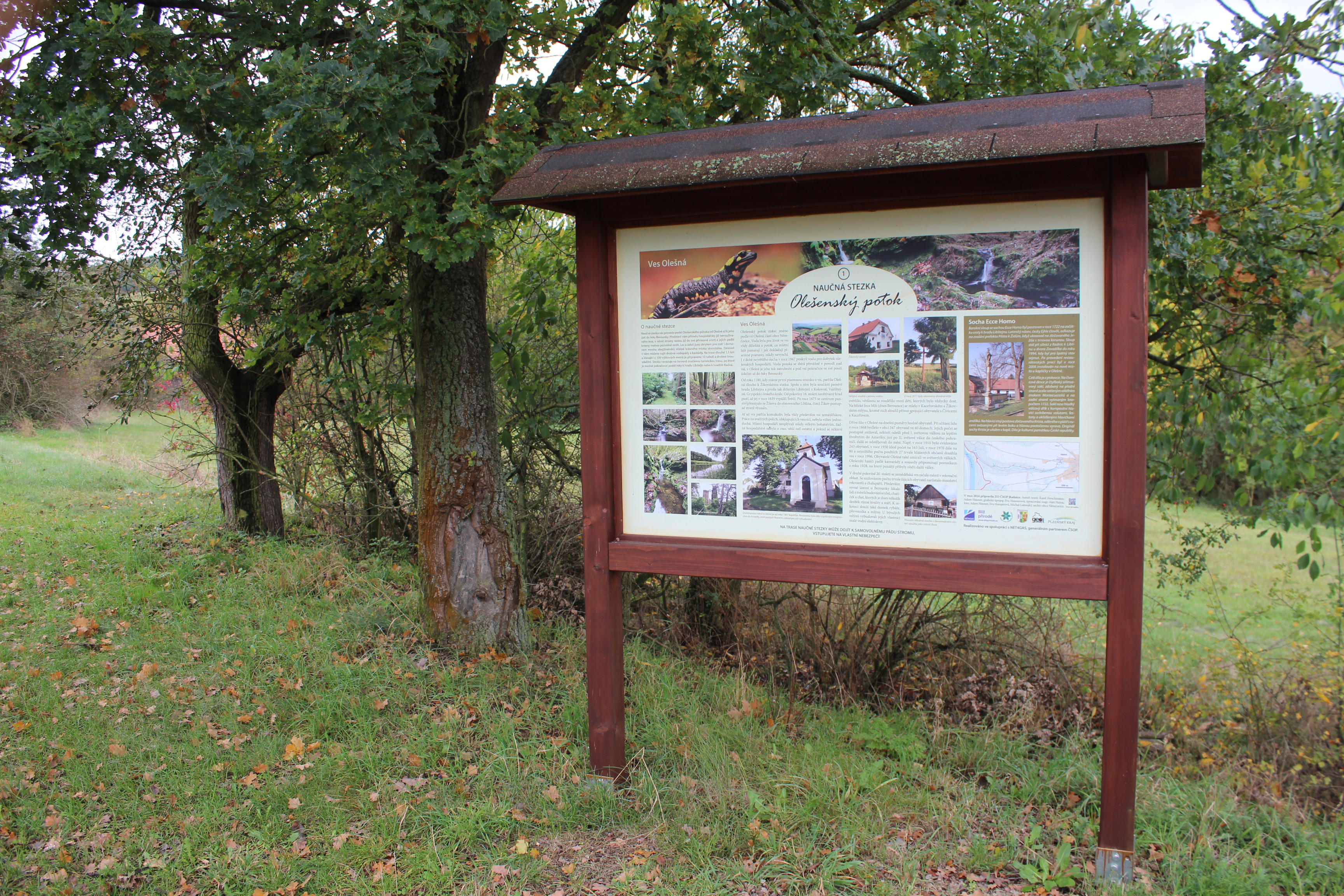
První zastávka NS
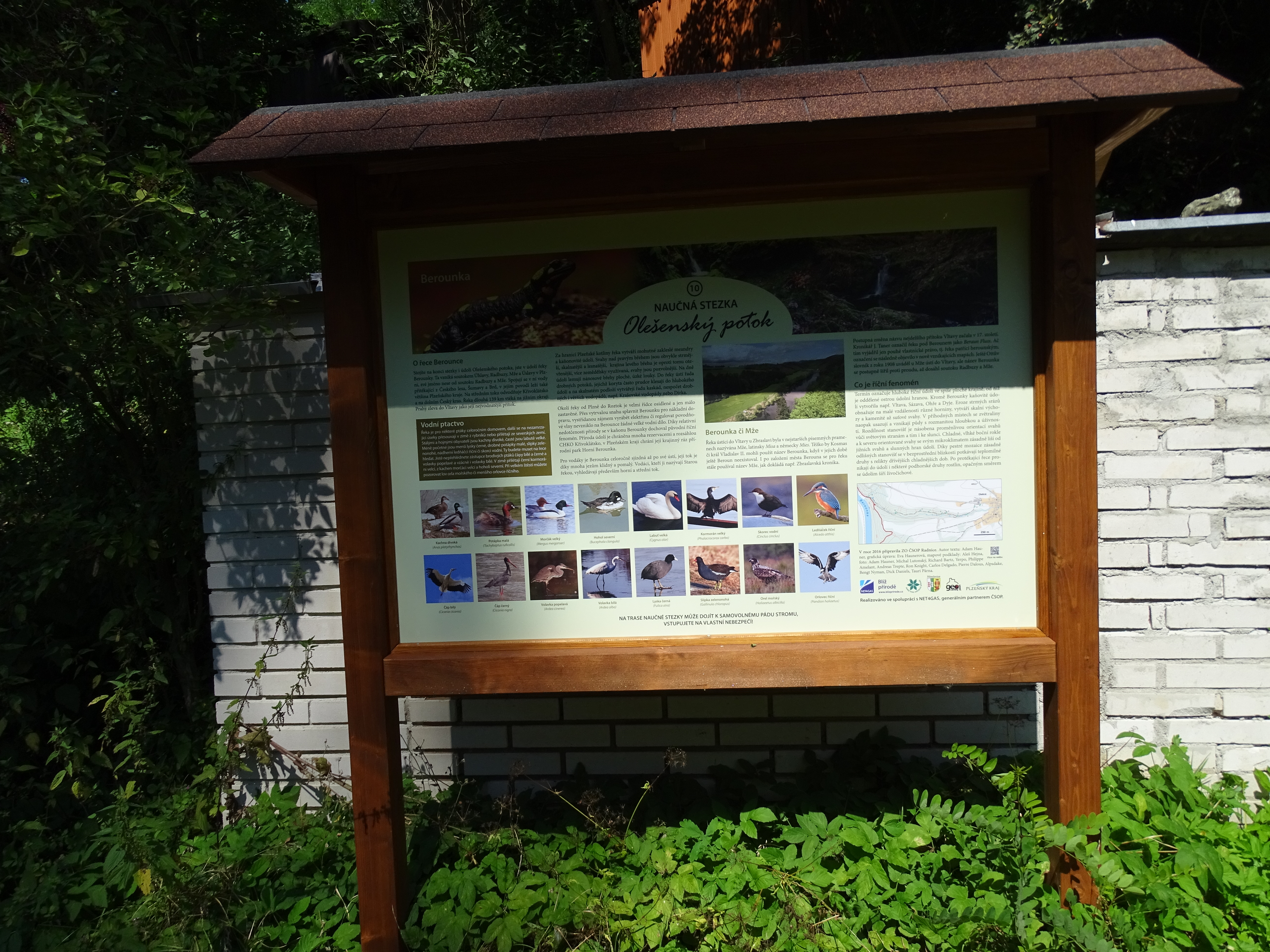
Poslední zastávka NS
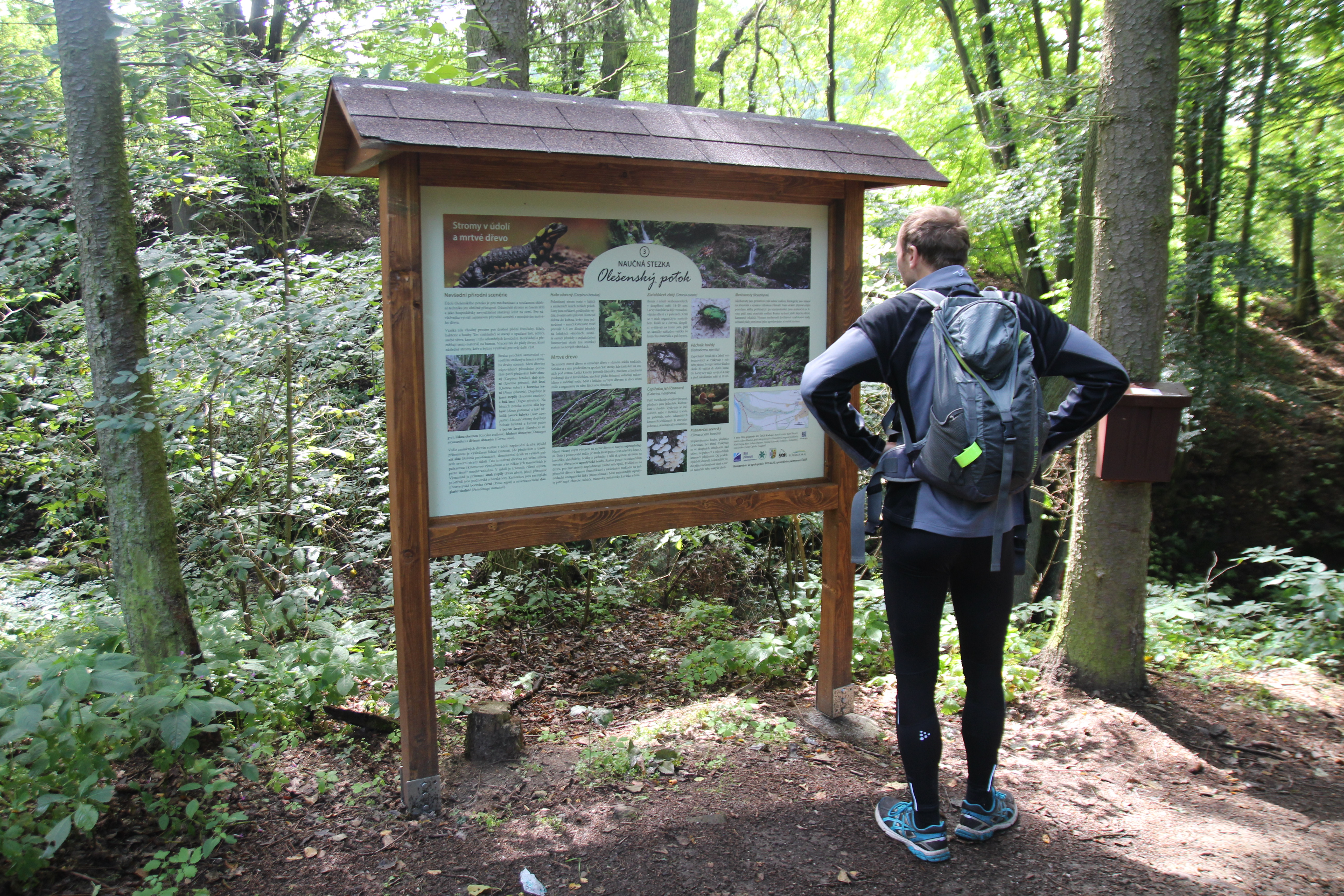
Zastávka NS - stromy v údolí
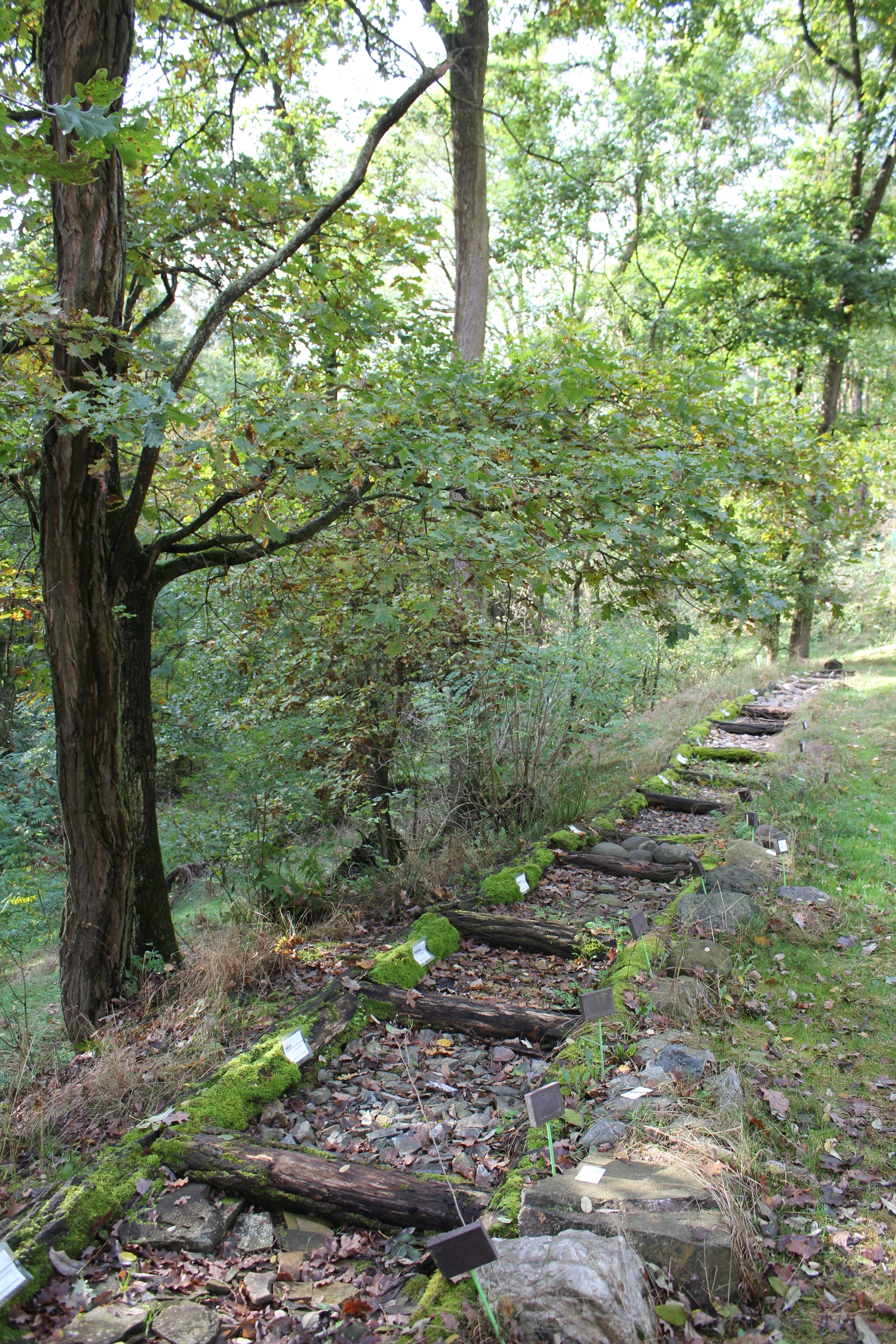
Geologický chodník na NS
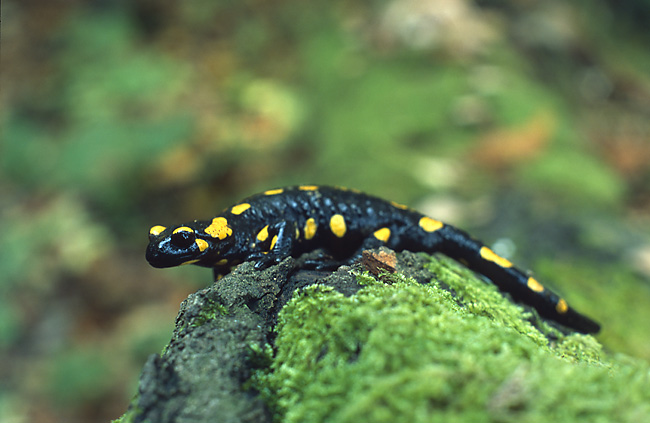
Mlok skvrnitý